# Памятное (Крым)
Па́мятное (до 1948 года Большо́й Бабчи́к; укр. Пам'ятне, крымскотат. Büyük Babçıq, Буюк Бабчыкъ) — исчезнувший посёлок в Ленинском районе Республики Крым, располагавшееся на северо-востоке района и Керченского полуострова, у южного берега Чокракского озера, примерно в 4,5 км к югу от современного села Курортное.

## История
Впервые в доступных источниках упоминание о селении встречается в «Ведомости о казённых волостях Таврической губернии 1829 года», согласно которой, Большой Бабчик был отнесён к Чурубашской волости (переименованной из Аккозской). На карте 1836 года в деревне 11 дворов, а на карте 1842 года Бабчик (Большой Бабчик) обозначен условным знаком «малая деревня» (это означает, что в нём насчитывалось менее 5 дворов).
В 1860-х годах, после земской реформы Александра II, деревню приписали к Сарайминской волости. Согласно «Списку населённых мест Таврической губернии по сведениям 1864 года», составленному по результатам VIII ревизии 1864 года, Бабчик большой — владельческий русский хутор с 10 дворами и 60 жителями при колодцах. На трёхверстовой карте Шуберта 1865—1876 года в деревне Бабчик (Большой Бабчик) обозначено 3 двора. По «Памятной книге Таврической губернии 1889 года», включившей результаты Х ревизии 1887 года, в деревне Большой Бабчик числилось 15 дворов и 76 жителей. По «…Памятной книжке Таврической губернии на 1892 год» в безземельной деревне Большой Бабчик, не входившей ни в одно сельское общество, числилось 20 жителей, домохозяйств не имеющих. На верстовой карте Крыма 1896 года в селении обозначено 18 дворов с русским населением. По «…Памятной книжке Таврической губернии на 1902 год» на хуторе Большой Бабчик, входившем в Ново-Александровское сельское общество, числилось 168 жителей, домохозяйств не имеющих. На 1914 год в селении действовало земское училище. По Статистическому справочнику Таврической губернии. Ч.II-я. Статистический очерк, выпуск пятый Феодосийский уезд, 1915 год, в деревне Бабчик Большой (на земле наследников Месаксуди) Сарайминской волости Феодосийского уезда числилось 20 дворов (все дворы безземельные) с русским населением в количестве 162 человек только «посторонних» жителей, из которых 91 мужчина и 71 женщина. Жители землёй не владели, в примечании указано, что у Месаксуди при селении было 2099 десятин земли. В хозяйствах имелось 104 лошади, 111 волов, 100 коров и 1015 голов овец, свиней, или коз.
После установления в Крыму Советской власти, по постановлению Крымревкома, 25 декабря 1920 года из Феодосийского уезда был выделен Керченский (степной) уезд, а, постановлением ревкома № 206 «Об изменении административных границ» от 8 января 1921 года была упразднена волостная система и в составе Керченского уезда был создан Керченский район в который вошло село (в 1922 году уезды получили название округов. 11 октября 1923 года, согласно постановлению ВЦИК, в административное деление Крымской АССР были внесены изменения, в результате которых округа были отменены и основной административной единицей стал Керченский район в который вошло село. Согласно Списку населённых пунктов Крымской АССР по Всесоюзной переписи 17 декабря 1926 года, в селе Бабчик Большой, Кезского сельсовета Керченского района, числилось 30 дворов, из них 27 крестьянских, население составляло 176 человек, из них 92 украинца, 75 русских, 8 болгар и 1 татарин. Постановлением ВЦИК «О реорганизации сети районов Крымской АССР» от 30 октября 1930 года (по другим сведениям 15 сентября 1931 года) Керченский район упразднили и село включили в состав Ленинского, а, с образованием в 1935 году Маяк-Салынского района (переименованного 14 декабря 1944 года в Приморский) — в состав нового района. По данным всесоюзная перепись населения 1939 года в селе проживало 102 человека. На подробной карте РККА Керченского полуострова 1941 года в селении отмечено 30 дворов.
После освобождения Крыма от фашистов, 12 августа 1944 года было принято постановление № ГОКО-6372с «О переселении колхозников в районы Крыма» и в сентябре того же года в район приехали первые новоселы 204 семьи из Тамбовской области, а в начале 1950-х годов последовала вторая волна переселенцев из различных областей Украины. С 25 июня 1946 года селение в составе Крымской области РСФСР. Указом Президиума Верховного Совета РСФСР от 18 мая 1948 года Большой Бабчик переименовали в Памятную. 26 апреля 1954 года Крымская область была передана из состава РСФСР в состав УССР. Исключено из учётных данных в 1958 году (согласно справочнику «Крымская область. Административно-территориальное деление на 1 января 1968 года» — в период с 1954 по 1968 год как посёлок Багеровского поссовета), видимо, в связи с созданием Багеровского полигона.

### Динамика численности населения
| - 1864 год — 60 чел. - 1889 год — 76 чел. - 1892 год — 20 чел. - 1902 год — 168 чел. | - 1915 год — 0/162 чел. - 1926 год — 176 чел. - 1939 год — 102 чел. |